# Анатолий Луначарски
Анатолий Луначарски (на руски: Анато́лий Васи́льевич Лунача́рский) е руски и съветски писател, обществен и политически деятел, преводач, публицист, критик и изкуствовед.
От октомври 1917 г. по септември 1929 г. е първи комисар на „Наркомпрос“, активен участник в Руската революция от 1905 – 1907 г. и Октомврийската революция от 1917 г., академик на Академията на науките на СССР.
С марксизъм започва да се занимава още като ученик. След Октомврийската революция изиграва съществена роля в привличане на част от старата интелигенция на страната на болшевиките. Той е един от основоположниците на пролетарската литература. През 1933 година умира по пътя за Испания като глава на съветска делегация. Урната с праха му е погребана в некропола на Кремълската стена на Червения площад в Москва.